# Ilha Russky

Mapa da ilha Russky

A Ilha Russky (russo:о́стров Ру́сский) é uma ilha pertencente à Rússia, 
localizada no Mar do Japão e Golfo de Pedro, O Grande. Administrativamente, a ilha pertence à cidade de Vladivostok.

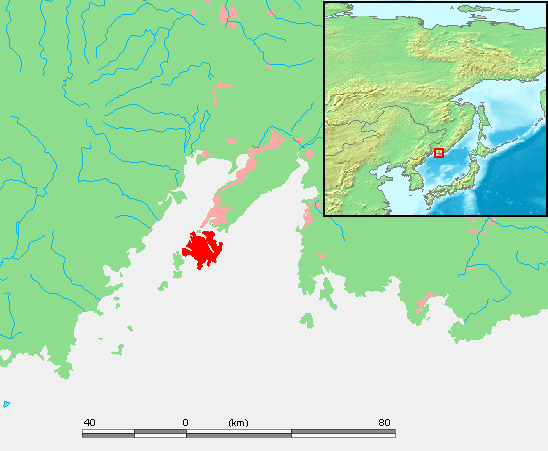
Localização da ilha de Russky (em vermelho)

O estreito Bósforo Oriental separa a ilha da Península de Muravyov-Amursky.
Em julho de 2012 ficou concluída a construção de uma ponte estaiada que liga a ilha à cidade de Vladivostok. A ponte da ilha Russky faz parte de uma série de obras que visa a melhora da infraestrutura da região, visando o encontro anual da APEC em setembro do mesmo ano. Após concluída, está será a mais longa ponte estaiada do mundo.

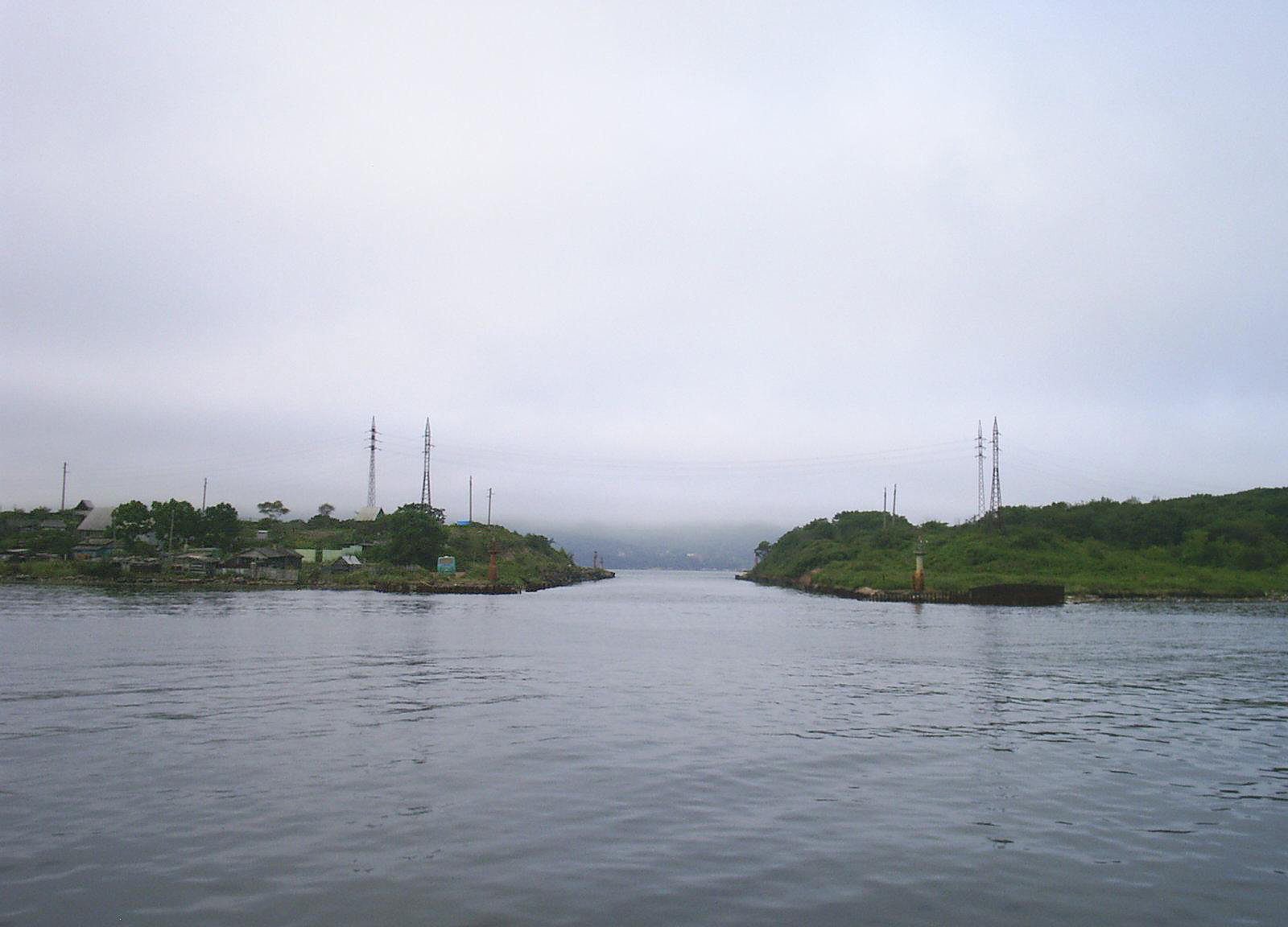
Vista da ilha
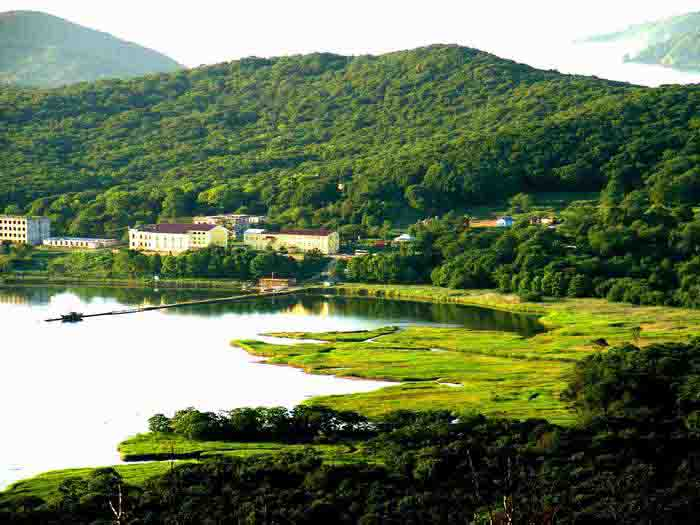
Paisagem da ilha de Russky
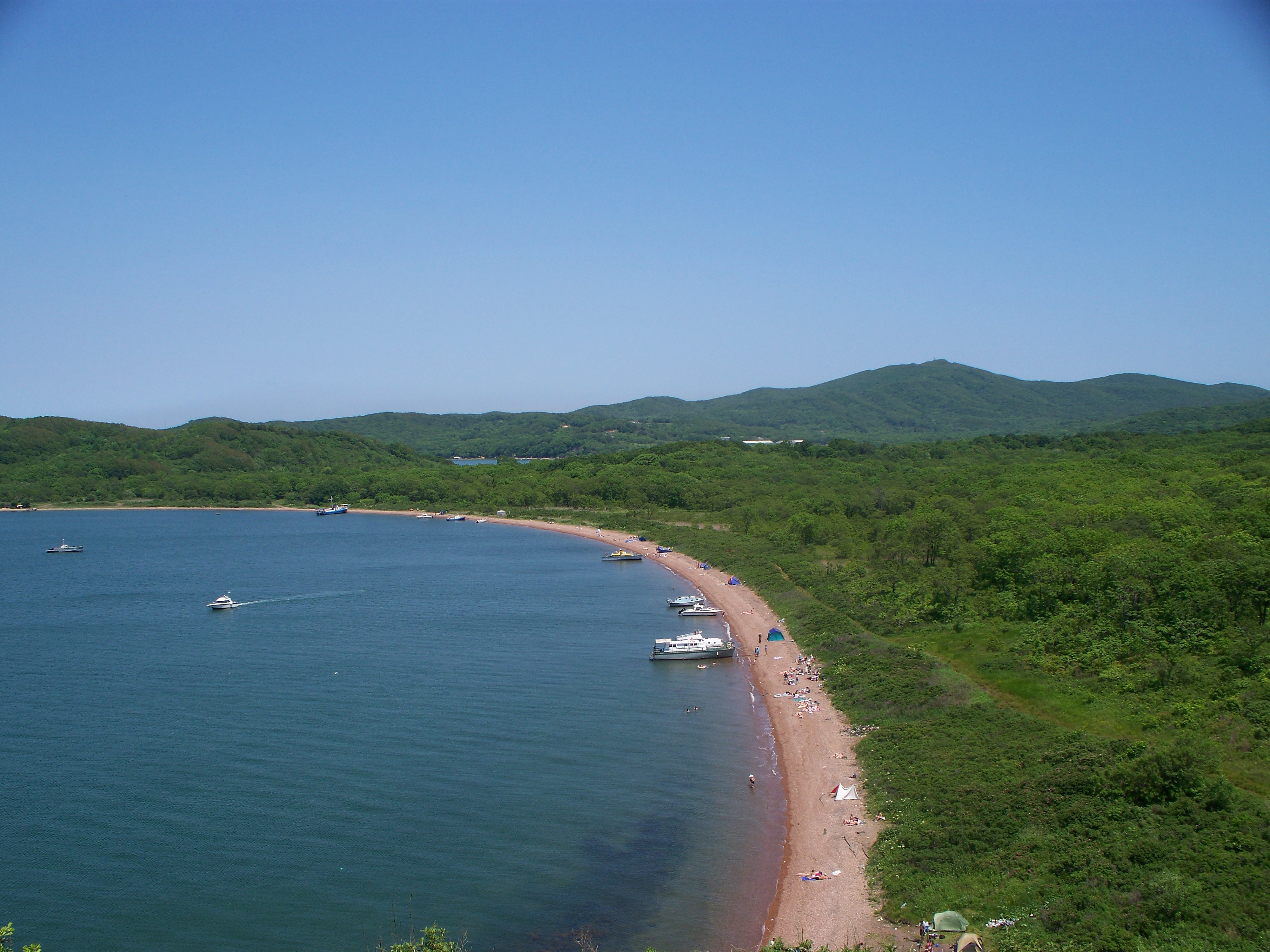
Praia na Baía de Rynda